# Караорман
Караорман је планина која се простире у западном делу Северне Македоније. Део је планинског ланца Шара - Кораб - Дешат - Стогово - Караорман.
Назив планине потиче од турских речи кара - црна и орман – шума (Црна шума). Караорман се пружа правцем север - југ између долина река Црног Дрима на западу и долина Песочанске реке и Сатеске на истоку.
Највиши врх планине је Орлов врх са 1.794 метра. Планина има доста шуме. Формирана је у периоду терцијера, као и оближња планина Стогово. Састављена је махом од кристаласих шкриљаца, док је врх планине од кречњака. У правцу од севера до југа, постепено, се спушта у Охридску долину.
У јужном подножју планине, налази се град Струга, а са сруге стране планине налази се долина Дебарца, са градом Кичевом на севером делу те котлине.